# Celsus z Aleksandrii
Celsus z Aleksandrii (gr. Κέλσος Kelsos, łac. Celsus; fl. II wiek) – grecko-rzymski filozof i pisarz, przedstawiciel eklektyzmu, krytyk chrześcijaństwa.
Kelsos był działającym w Rzymie filozofem greckim. Przez jakiś czas przebywał w Fenicji i Palestynie, prawdopodobnie również w Egipcie. Był spadkobiercą cesarza i filozofa-stoika Marka Aureliusza.
Wyznawał stoicyzm i platonizm. Nie był – co zarzucali mu chrześcijanie – ateistą ani „bezbożnikiem”. Wypowiadał się pozytywnie o religii rzymskiej i panującej w Cesarstwie tolerancji, widział jednak w nowej religii zagrożenie dla państwa.
Jest znany przede wszystkim jako autor zaginionego dzieła Prawdziwe słowo napisanego około roku 178, będącego pierwszym znanym pisemnym wystąpieniem antychrześcijańskim. Pośród licznych zarzutów stawianych chrześcijanom, Kelsos twierdzi m.in., że Jezus był magikiem i oszustem pochodzącym z nieprawego związku Maryi i rzymskiego legionisty Pantery oraz że chrześcijanie kilkakrotnie fałszować mieli i modyfikować treść Ewangelii, będących w jego opinii i tak pełnymi sprzeczności. Polemikę z nim podjął Orygenes w książce Przeciw Celsusowi, dzięki obszernym cytatom w jego traktacie najważniejsze tezy Kelsosa są dziś nadal znane.